# دانشگاه هوفنهایم
دانشگاه هوهِنهایم (آلمانی: Universität Hohenheim) دانشگاهی در اشتوتگارت آلمان است.